# Pokohkidul
Pokohkidul is een bestuurslaag in het regentschap Wonogiri van de provincie Midden-Java, Indonesië. Pokohkidul telt 4707 inwoners (volkstelling 2010).